# Łośnica
Łośnica (deutsch Lasbeck, Kreis Belgard) ist ein Dorf in der polnischen Woiwodschaft Westpommern. Es gehört zur Stadt- und Landgemeinde Połczyn-Zdrój (Bad Polzin) und liegt im Powiat Świdwiński (Schivelbein).

## Geografische Lage
Łośnica liegt zehn Kilometer nördlich von Połczyn-Zdrój und ist über die Woiwodschaftsstraße 163 Kołobrzeg (Kolberg) – Białogard (Belgard) – Czaplinek (Tempelburg) – Wałcz (Deutsch Krone) erreichbar.
Die nächste Bahnstation ist Rąbino (Groß Rambin) an der Bahnstrecke Gdańsk–Stargard. Der ebenfalls nahegelegene Bahnhof Połczyn-Zdrój an der Bahnstrecke Połczyn Zdrój–Świdwin wird seit 1996 nicht mehr bedient. 
Mitten durch den Ort fließt der früher so genannte Lachsbach mit einem hohen Besatz von Lachsforellen.

## Geschichte
Ein frühgermanischer Grabstättenfund aus dem Jahre 1933 weist auf eine Besiedlung durch die Ostgermanen bereits zwischen 600 und 400 v. Chr. hin. Die Landgemeinde Labeck entstand aus den früheren Gutsbezirken Labeck und Lankow (heute polnisch: Łąkówko). Beide Güter sind alte Lehen derer vom Wolde und wurden nachweislich bis 1867 immer von dem Vater auf den Sohn vererbt.
Im Jahre 1867 wurden in der Gemeinde Lasbeck 287 Einwohner bei 48 Wohn-, 40 Wirtschaftsgebäuden, einem Schulhaus und einem Fabrikgebäude gezählt. 
1939 waren 326 Menschen mit 75 Haushaltungen in Lasbeck wohnhaft. Die Gemeindefläche betrug damals 1581,4 Hektar, und von der Bevölkerung lebten 292 Menschen von der Land- und Forstwirtschaft.
Bis 1945 gehörte Lasbeck zum Amts- und Standesamtsbezirk Wusterbarth (heute polnisch: Ostre Bardo) im Landkreis Belgard (Persante). Letzter deutscher Amtsvorsteher war Paul Henschel. Amtsgerichtsbezirk war Bad Polzin, und die polizeilichen Belange besorgte Landjägermeister Stein aus Wutzow.
Nach der Besetzung durch die Rote Armee Anfang März 1945 wurde Lasbeck von den Polen übernommen. Im Spätsommer 1945 begann die Vertreibung der deutschen Bevölkerung. Lasbeck ist heute unter dem Namen Łośnica ein Ortsteil der Gmina Połczyn-Zdrój im Powiat Świdwiński.

## Kirche
Labeck hatte keine eigene Kirche. Es war in das Kirchspiel Wusterbarth (Ostre Bardo) eingepfarrt, das zum Kirchenkreis Belgard in der Kirchenprovinz Pommern der evangelischen Kirche der Altpreußischen Union gehörte. Letzter deutscher Geistlicher war Pfarrer Arno Kopisch.
Heute gehört Łośnica zum Kirchspiel Koszalin (Köslin) in der Diözese Pommern-Großpolen der polnischen Evangelisch-Augsburgischen Kirche.